# Humphry Repton
Humphry Repton (21. dubna 1752, Bury St. Edmunds, Suffolk, Anglie – 24. března 1818, Aylsham, Norfolk, Anglie) byl anglický zahradní architekt.
Jeho vzorem byl Lancelot "Capability" Brown, Repton je často považován za jeho nástupce. Během svého života položil a rozvíjel základy složitějšího a vědeckého stylu zahradní architektury v 19. století. Jeho křestní jméno „Humphry“ je často nesprávně zaměňováno za „Humphrey“.
Měl znamenitě vytříbený vkus, bez toho, že by byl vybíravý. Ukázal značnou vynalézavost při setkáních s neobvyklými problémy, a sympatickou znalost základních životních potřeb vhodného a pohodlného domova. Jeho příjemná osobnost, dobrota srdce, a přívětivost nepochybně pomohla jeho profesionálnímu úspěchu.
Jeho práce zahradního architekta se stala jedním z nejpozoruhodnějších úspěchů v této profesi. Má podíl na vytvoření, přetvoření nebo zlepšení přes dvou set důležitých míst. Jeho klienti byli ze všech částí Anglie a patřili mezi obyvatele téměř každého stupně a postavení. Tyto "parky" byly rozsáhlé oblasti, čítající od jednoho k tisíci akrům půdy, a přinášely zajímavosti a krásy přírodních scenérií zvětšené a zdokonalené pomocí náročného umění. Ale nejvýznamnější příspěvek, který zůstává pro tento a následující generace, je jeho pečlivá a kompletní výpověď v popsání principů tvorby, které objevil na základě své dlouhé a poučné praxe, jako zahradní architekt.
Žádný z jeho předchůdců ani následníků nevyslovil tak podstatné množství zásadních pravidel tvorby v oboru zahradní architektury.  On sám mluvil o svých spisech jako o "pozorování inklinujícímu k tomu, aby ustanovilo pevné principy v umění zahradní architektury."

## Reptonova doba
Doba kdy žil, je v mnohém ohledu nejdůležitější v historii zahradní architektury. Je pravda, že reakce na absurdnosti a excesy formálních zahrad a procitnutí ke kráse a hodnotě přírodní venkovské krajiny přišlo před jeho dobou. Addison a Pope byli nejvlivnějšími literárními advokáty této ohromné změny. William Kent a jeho následník "Capability" Brown byli praktičtí muži, kteří aplikovali nové myšlenky na anglickém venkově a často opravdu nemilosrdně ničili v horlivosti poněkud nerozvážně formální zahrady (pravidelné, často barokní zahrady) ohromné krásy. Ale to je jeho období a dílo jeho samotného, které je nutno vnímat v kontextu vývoje takzvaného anglického přírodně krajinářského stylu. Stylu, jehož vliv se rozšiřuje rychle na kontinent, do Evropy a jehož principy stále ještě ovlivňují zacházení s velkými oblastmi v nepravidelném a přírodně krajinářském stylu.

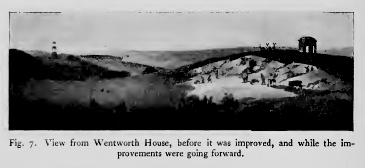
Použití „slide“ jako argumentu. Před úpravou…

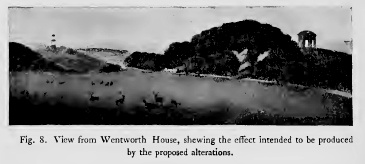
…a po. V tomto případě Humpry Repton se pokoušel dokázat zbytečnost dalších nákladných úprav parku, s tím, že je lépe vhodně využít existující situace pouze k vhodným pěstebním zásahům a být trpělivý.

Tato změna ve vkusu nebyla omezena na zahradnickou architekturu. Projevovala se ve všech uměleckých výrazech doby. Romantika byla v pravdě mimořádná vývojem představivé citlivosti, a střed pohybu ležel v Anglii v jeho různorodém, vnitřním a subtilním výkladu světa přírody. Příroda se stala člověku nevyčerpatelným zdrojem inspirace. Proto byly podmínky připravené a čas zralý pro takové ideály zahradní architektury jako ty, které prosazoval a obhajoval Repton.

## Mládí
Narodil se v Bury St Edmunds, jeho rodiče byli John Repton a Martha (rozená Fitch). Otec byl výběrčí daní. V roce 1762 jeho otec založil přepravní společnost v Norwichi, kde navštěvoval Humphry norwichské gymnázium. Ve dvanácti letech byl poslán do Nizozemska kde se učil nizozemsky a připravoval se na kariéru obchodníka. Nicméně se jej ujala bohatá nizozemská rodina a výlet mohl spíše stimulovat jeho zájem o obory, jako je kreslení a zahradnictví.
Po návratu do Norwiche se vyučil jako textilní obchodník s textilem, pak se po sňatku s Marií Clarkeovou (orig. Marie Clarke) v roce 1773 ujal řízení podniku sám. Nebyl však úspěšný, a když jeho rodiče v roce 1778 zemřeli, použil své dědictví, aby se přestěhoval na malé venkovské sídlo v Sustead, poblíž Aylshamu v Norfolku. Zkoušel štěstí jako novinář, dramatik, výtvarník, politik a jako s důvěrný tajemník svého souseda Williama Windhama v Felbrigg Hall během velmi krátkém Windhamova působení jako tajemníka Lord Lieutenant of Ireland. Připojil se také k Johnovi Palmerovi při pokusu o reformu poštovního systému, ale ačkoliv systém Palmerovi vynesl mnoho peněz, on sám na tom opět prodělal.
Jeho přítelem z dětství byl James Edward Smith, který jej v mládí krátce seznámil se studiem botaniky a zahradnictví. Smith reprodukuje jeho dlouhý dopis ve své Letter and Correspondence. Už jako mladý hoch dostal možnost v knihovně pana Windhama číst práce z oboru botaniky 

## Zahradní architekt
Když se jeho jmění obchodníka ztenčovalo, odstěhoval se do skromného domku v Hare Street poblíž Romfordu v Essexu. V roce 1788, ve věku 36 let, se čtyřmi dětmi a bez jistého příjmu, pojal myšlenku, spojit své dovednosti kreslení se svou omezenou zkušeností s návrhy zahradních úprav v Susteadu, aby se stal "zahradním architektem". Od smrti Capability Browna v roce 1783, žádná z osobností nedominovala v anglické zahradní architektuře, a on sám měl ambici vyplnit tuto mezeru a podle některých informací rozeslal prospekty svým známým ve vyšších třídách, jako reklamu svých služeb. Nejprve byl vášnivým obhájcem Brownových názorů, které kontrastovaly s Knightovými a Priceovými ze Shropshire, ale podle některých názorů později přijal smírnější stanovisko. Podle věrohodných a dostupných zdrojů, jímž jsou i jeho knihy, byl ovšem vždy odpůrcem zavádějících a v praxi nerealizovatelných, ač vážně míněných, názorů zmíněných zahradních teoretiků, což se snažil při každé příležitosti prokazovat.
Až dokonce svých dnů byl vždy obdivovatelem Capability Browna, ale později rovněž kritikem některých jeho prací a postupů, což neznamenalo, že by nějak snižoval jeho celkové zásluhy a fenomenální schopnosti. Rozvinutí geniálních vloh architekta anglických parků, v Brownovi, v nestudovaném zahradníkovi ze zelinářské zahrady, se opakovaně pokouší vysvětlit teoriemi, které poněkud připomínají titulní postavu divadelní hru Pygmalion.
Repton uznával potěchu, kterou oko návštěvníka nalézá ve francouzské zahradě, nebo v dalších pravidelných úpravách které mají smysl a jsou na daném místě vhodné. V období soupeření dvou architektonických směrů řekl: „Já se nezavazuji následovat buď pana Le Notre, nebo pana Browna, ale vybírám krásy z obou stylů k tomu, abych přijal tak velkou část velkolepé minulosti, která by odpovídala paláci, a tak velkou část přitažlivosti nového stylu, jak si vyžadují vnady přírodní krajiny. Každý má svoji správnou situaci, a dobrý vkus udělá módu prospěšnou při zdravém rozumu.“
Předtím, než se stal zahradním architektem, náležel mezi "venkovskou šlechtu" a venkovská krajina, krásy přírody mu nebyl neznámy. Ale také byl umělcem, nadaný tím, co opětovně označuje jako "dobrý vkus", který dokázal studiem a zkušenostmi navýšit k svému přirozenému talentu. Jeho profese pro něj byla především příležitostí vytvářet design, jeho projekty jsou založené stejnou měrou na přesné znalosti zvláštní místní situace a podmínek, jako na základních principech umění a přírodních zákonů. Dobře znal význam a hodnotu uměleckých principů, kterým rozumíme pod slovy proporce, rozmanitost, spletitost, harmonie, a jednota. Jeden jeho citát přesně objasňuje jeho bod pohledu.… „Oko, nebo spíše mysl, není nikdy dlouho nadšena, pokud věc prozkoumá bez úsilí, v jediném letmém pohledu a proto ji nevidí jako vzrušující kuriozitu nebo zajímavost. Není to obrovský rozsah trávníku, ohromná vodní plocha, nebo nekonečné lesy, které pohledu přináší uspokojení. Pokud jsou jen beztvárnou hmotou, nebo opakujícími se stejnými předměty, jestli jejich přesný tvar, ať tak nebo onak velký, je příliš zjevný, dokážeme pouze vnímat plochu, kterou zaujímají. Zaznamenat prostor naplněný předměty krásy. Potěšit oko potom, co bylo fascinováno, upevnit pozornost, kde byl pohled připoután, prodloužit úžas do obdivu, je účel kterého dosáhneme nejlepším návrhem." Repton nemohl být obviněn z pouhé imitace přírody, namísto pokusů o napodobení efektů přírody mechanickou, nebo jinou umělou cestou, připravil situace, kterými jsou efekty vytvářeny. Pak, jak řekl, jsou efekty přirozené. Ale byl také praktický muž. Oceňoval princip užitečnosti. On sám, stejně tak jako jeho americký následovník Frederick Law Olmsted, měl nepochopení pro design, který neposkytuje adekvátně a upřímně prosté potřeby pro lidský život. Polovičaté kompromisy se nesetkaly s jeho pochopením. Usiloval o návrh, který by spojoval prvky nezbytných lidských potřeb s uměleckým cítěním.
Jeho první zaplacenou prací se stal Catton Park v (Old Catton) v roce 1788. Že se, bez reálné zkušenosti s praktickým zahradnictvím, stal „přes noc“ úspěšným, je výsledek jeho nepopiratelný talent, ale také jedinečný způsob, jak si prezentoval svou práci. Pomáhal klientům pochopit své návrhy jejich vizualizací. Repton vytvářel tzv. "Red books" (nazvané podle jejich červené barvy desek) s vysvětlujícím textem a s obrázky vodovými barvy se systémem který ukazoval situaci "před" a "po" zásahu. V tom se lišil od architektů své doby, kteří pracovali téměř výhradně s plány, jenž jen zřídkakdy ilustrovali. Repton a jeho "slide" byly brzy kopírovány Filadelfským Bernardem McMahonem v jeho American Gardener’s Calendar z roku 1806.
Některé zdroje popisují rozdíl mezi ním a 'Capability' Brownem takto: Brown pracoval pro mnoho z nejbohatších šlechticů v Británii, při tvorbě velkých krajinných parků ze starých zahrad a zemědělské půdy. Repton pracoval pro zákazníky stejně důležité, jako vévodové z Bedfordu, a Portlandu, obvykle upravoval dřívější práce, často Brownovy. Reptonovy změny byly obecně v mnohem skromnějším měřítku. Tam, kde Brown pozemek obklopil parky nepřerušeným pásem zeleně po obvodu, Repton vedl průhledy skrze park až na vzdálenější objekty, jako jsou kostelní věže, což bylo součástí navržené krajiny.
Podle některých zdrojů vymyslel „přístupové cesty“ a „vrátnice“ v přístupové bráně zvyšující dojem z velikosti a významu místa, a dokonce uvedl milníky s monogramy na cestách kolem některých sídel, za což jej satirizoval Thomas Love Peacock jako 'Marmaduke Milestone, esquire, a Picturesque Landscape Gardener' in Headlong Hall.
On sám však ve svém díle „OBSERVATIONS ON THE THEORY AND PRACTICE OF LANDSCAPE GARDENING“ takové "vrátnice" dosti posměšně odsuzuje. Úpravy okolí sídla tak, aby opticky působilo jako součást jednoho majetku však H. Repton opravdu považuje za součást kvality architektonického díla, které dává název „přivlastnění“.
Capability Brown byl ve velkém měřítku dodavatelem, který nebyl pouze designérem, ale také realizoval svá díla. Naproti tomu Repton působil jako konzultant, dozoroval práce, navrhoval řešení a někdy vytyčoval pozemky, ale upouštěl od toho, že by sám organizoval provedení úprav. A tak mnohá z Reptonových řešení zůstala zcela nebo částečně neprovedena. Brown, podle některých zdrojů za pomocí svých pomocníků, vytvářel bezmyšlenkovité návrhy podle jednoho modelu v obrovských množstvích a prodával je od kusu jako se dnes prodává konfekce. Někdy návrhy C. Browna po nákladném úsilí nabídly jen o málo lepší výsledek než byl výchozí stav. Naproti tomu Repton hledal možnost jak provést co nejmenší úpravy a soustředil se na to, aby šetřil kapsu zákazníka. „Vzhledu má být úspěšně dosaženo nejjednoduššími a běžnými prostředky. Příroda obecně nemá být zlepšována obrovskou pracovní silou, nebo velkými náklady, ale naopak." "Neurážejte přírodu absurdními výdaji, nezkazte se její prostý šarm zbytečným klamem. Zvažte dobře problém, buďte opatrně smělí, vložte do díla svoje geniální schopnosti, spíše nežli hojnost zlata.“ Zatímco Brown byl velmi bohatý muž, Reptonovy příjmy nebyly nikdy více než uspokojivé.
Od začátku své kariéry hájil Brownovu pověst, zejména během vášnivého období "diskuse o malebnosti". V roce 1794 Richard Payne Knight a Uvedale Price publikovali útočné kritiky „ubohého génia prázdnoty (nahoty) a plešatosti“, kritizovali hladké a hadovité křivky jako mdlé a nepřirozené a prosazovali spletité a složité konstrukce, které byly složeny podle principy krajinomalby výtvarných děl. Reptonova obrana Capability Browna spočívala částečně v odhalení nepraktičnosti mnoha malebných nápadů jeho oponentů v praxi. Repton sám prokazoval své stanovisko tím že vytvářel praktické a užitečné návrhy pro své klienty.
Znovu uvedl do zahradní architektury některé prvky formálních zahrad, zejména květinové zahrady kolem domu tak, jak se staly běžnou praxí v devatenáctém století.
Architektura budov hrála důležitou roli v mnoha jeho úpravách. V roce 1790 často pracoval s poměrně neznámým architektem Johnem Nashem. Když po Humphry Reptonovi nastoupil ve společnosti jeho syn, stavební architekt, John Adey Repton, a jeho druhý syn, George Stanley Repton, společnost po nějaké době ukončila činnost. Během své práce se seznámil s řadou významných osob, včetně osobností jako byli Edmund Burke, William Wilberforce a William Pitt mladší.
V roce 1811 Repton utrpěl při nehodě kočáru vážné zranění, po němž byl nucen se pohybovat na používat invalidním vozíku. Zemřel v roce 1818 a je pohřben na hřbitově v Aylsham.

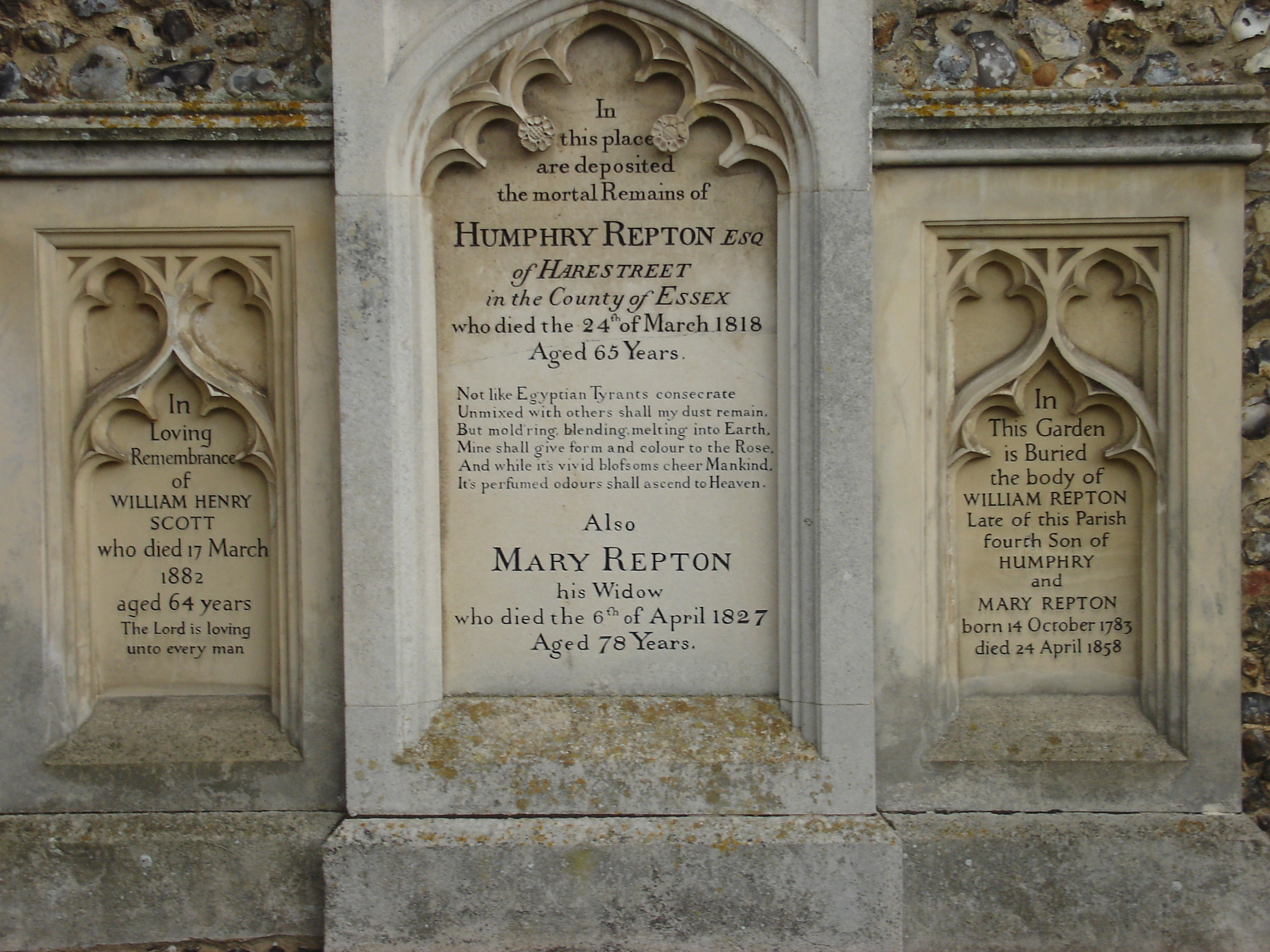
Hrob H. Reptona

H. Repton byl pohřben u vchodu na jižní straně kostela v Aylshamu, v malém uzavřeném prostoru, který byl vysazen jako zahrada, do prostého hrobu, s některými rysy jeho vlastních představ (poznámky a dotazy, 7. ser. VI. 204). Jeho vdova zde byla poté pohřbena společně s ním. Společně měli šestnáct dětí, z nichž sedm dosáhlo zralého věku, a pět žili v den jeho smrti.
Nejstarší syn, John Adey Repton (1775–1860), architekt, narozen v Norwichi dne 29. března 1775, byl vzděláván v aylshamském gymnáziu. Architekt George Stanley Adey Repton pracoval ve firmě svého otce.
Čtvrtý syn, George Stanley Repton (d. 1858), rovněž architekt. Vzal si proti vůli svého tchána nejstarší dcera Lorda Eldona. Jejich jediný syn, George William John Repton, byl členem parlamentu řadu let, nejprve jako poslanec za St Albans, a pak za Warwick.

## Posmrtné připomínky
Tři silnice v blízkosti blízkosti jeho domu v Hare Street (nyní přejmenováno na Main Road) v Gidea Park na území v Romford byly pojmenovány po H.Reptonovi, Repton Avenue, Repton Gardens a Repton Drive. Malá pamětní deska byla odhalena na jeho paměť dne 19. dubna 1969 v místě jeho domu, který je nyní přestavěn jako oblastní pobočku Lloyds TSB.

## Kritika ve sporu o „malebnost“
Spor o přenášení výtvarných principů do architektury se ve své době stal velmi významným tématem konverzací o zahradní architektuře. Odmítá stejně tak názor, že by zahradní architektura měla kopírovat nejlepší malby, jako názor, že by každá zahradní úprava, předtím, než by byla realizována, měla být namalována malířem, jako nesmysl.
„…umění zahradní architektury bylo napadeno dvěma váženými pány, panem Knight z Herefordshire, a panem Price, ze Shropshire. Omezen touto publikací jsem nemohl učinit jakoukoliv poznámku k názorům těchto strašných, protože duchaplných, oponentů“. Repton argumentuje rozdíly mezi scénami v přírodě a obrazy na plátně, které pochází ze způsobu, kterým člověk vidí krajinu za oknem a nazírá omezení, který tento pohled dává a upozorňuje i na rozdílné vjemy, například že žádný obraz není pohledem dolů z příkrého kopce, ačkoli to je často jedna z nejpůvabnějších scenérií přírodní krajiny. Upozorňuje na rozdílnou práci s kontrastem, světlem a stínem na obraze a různost vlivu ročních a denních období, jenž má zásadní vliv na vnímání scény.
„Popředí, které je formujícím pohledem, je naprosto nezbytné u obrazu, je ve skutečnosti často totálně nedostačující, nebo zřídka si malíř takové popředí vybere. Parádní štěrk, chodníček nebo pravidelně nízce kosený trávník by byl malíř nemohl potřebovat při malbě shnilého stromu, doků, nebo rozbité cesty, stezky mezi příkrými svahy, pokrytými vřesy, kopřivami, a rozedranými bodláky.“ Repton rozvíjí rozdíly a dokládá pravidly kompozice a realitou rozdílu dvou a třídimenzionálního prostoru, který je upravován, stejně jako ukazuje na rozdílné působení anglické venkovské krajiny a italského a španělského venkova v dílech mistrů. Odmítá a vyvrací plané teoretizování na základě praktických znalostí důkazy. Obecně jsou však za vítěze sporu pokládáni Price a Knight, pro svůj vznosnější básnický projev a lepší, poetičtější prezentaci názorů obecenstvu s méně technickým výkladem. Z názorů pánů Price a Knighta pak v Evropě čerpali další významní zahradní architekti, jako byla například Gertrude Jekyll. Ve dvacátém, století v eseji o anglické architektuře historik Christopher Hussey, poznamenal k malebnosti: „Studium v pohledu moderního myšlení v roce 1927 se zaměřila na rozvoj tohoto přístupu. Myšlenka malebnosti pokračuje ve svém hlubokém vlivu na zahradní úpravy a výsadby“.

Za zmínku k problému však stojí ještě jeho další dva citáty:
„Nejsem menším ctitelem scén, které malby představují, ale objevil jsem, že užitečnost musí často vést krásu, a komfort musí být preferován před malebným účinkem v okolí lidských sídel. Zahradnictví musí dokázat smísit dva opačné charaktery, přirozenou divokost a umělé pohodlí, každý přizpůsoben géniu a charakteru místa. Kdekoliv jsou tyto dva pohledy v konkurenci mezi sebou, mělo by být dbáno pravidla, že blízko sídla člověka musí být preferovány výhody, a ne malebný účinek,“

„Jestli je směšné napodobovat přírodu špatně na obraze, o kolik více bude komické napodobit obraz špatně v přírodě. Napodobeniny, které, po tom všem, musí být ponechány po celé půlstoletí, aby byly dokončeny pomalým procesem "zanedbání a náhody"“.

## Před… …a po
Aby vytvořil své návrhy zahradních úprav srozumitelnými, vymyslel originální názornou techniku kterou nazval „slide“ (ve smyslu série obrázků), které lze srozumitelně s ohledem na použití Reptonem a význam předmětu, přeložit jako „Před… …a po“ . Tato didaktická technika je jeho vynálezem a našla dodnes mnoho způsobů použití (pedagogika, reklama, výzkum). Repton se svými praktickými zkušenostmi totiž zjistil, že nestačí vytvořit, jakkoliv by byl přesný a úhledný, pouze geodetický, nebo geografický plánek výsadby a úprav, pro pochopení architektonického řešení a jeho smyslu zákazníkem - laikem. Seznal, že obyčejná mapa nebo plán, by byly nedostatečné. Zahradní architekti nedokázali v té době zprostředkovat představu krajiny jinak, než pomocí základního půdorysného plánu domu a ukázat vyvýšení pomocí vrstevnic uvedených v mapě. Reptonovou odpovědí na problém byly vizualizace. Některé „slide“ připomínají leporelo.
„Když jsem se pokoušel udělat své návrhy srozumitelné, zjistil jsem, že pouhá mapa nedostačuje, není schopna zprostředkovávat představy krajiny více než tak, jako půdorysný plán domu vytváří představu o jeho podobě. Abych napravit tento nedostatek, tak jsem své názory podal v písemné formě, aby nemohly být špatně pochopeny, nebo zkresleny. Vynalezl jsem zvláštní druh sérií obrázků, k ilustraci navrhovaných změn, z nichž některé jsou zde reprodukované.

Takové kresby, ukazující navrhované efekty, mohou být užitečné v některých případech. Jak jsem si často všiml, je to až na nějaké výjimky, jediná část mé práce kterou běžný pozorovatel má čas nebo chuť zkoumat. Ačkoli je to ta nejmenší část zdokonalení v umění, k němuž tyto rady a skici budou, jak doufám, přispívat.
Přísahám, že mojí největší ambicí není vytvořit svazek obrázků, ale sestavit nějaká pravidla a důkazy pro podporu skutečnosti… …a stopovat je k nějakým předcházejícím příčinám v struktuře lidské mysli.“ H.Repton

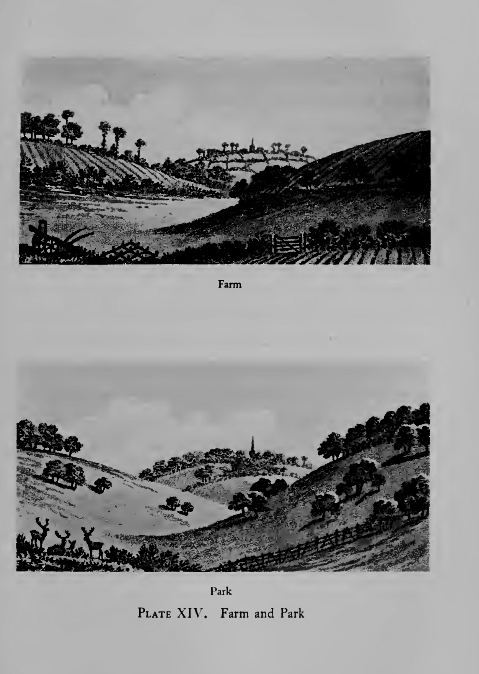
Jiná varianta Reptonova „slide“ - ukazuje stejnou situaci ve dvou možnostech úpravy.tato slouží k prokázání zásadních estetických rozdílů mezi parkem a „ferme ornée“

Aby napravit nedostatek pochopitelnosti a čitelnosti architektonických úprav pomocí plánů, které zobrazovaly plánovanou výsadbu planimetricky pomocí kót, bodů, kružnic s průsečíky, vynalezl metodu ukazování navrhovaných zlepšení pomocí dvou ilustrací. Ilustrace byly obvykle barevné. Horní obrázek ukazoval původní stav, tak jak to existoval a obrázek pod ním byl návrhem změn. Jeho cílem, jak řekl, „…nebylo vytvářet svazek obrázků, ale poskytnout rady na základě skutečností, že opravdový vkus v zahradní architektuře, stejně jako u všech dalších ušlechtilých umění, není náhodný účinek, tvořící se odděleně od smyslů. Vnímal jej jako způsob porozumění, kterým lze srovnávat, oddělit, a spojit různé zdroje potěšení odvozeného z externích objektů, a vystopovat jej k nějaké dříve existující příčině v struktuře lidského mysli.“

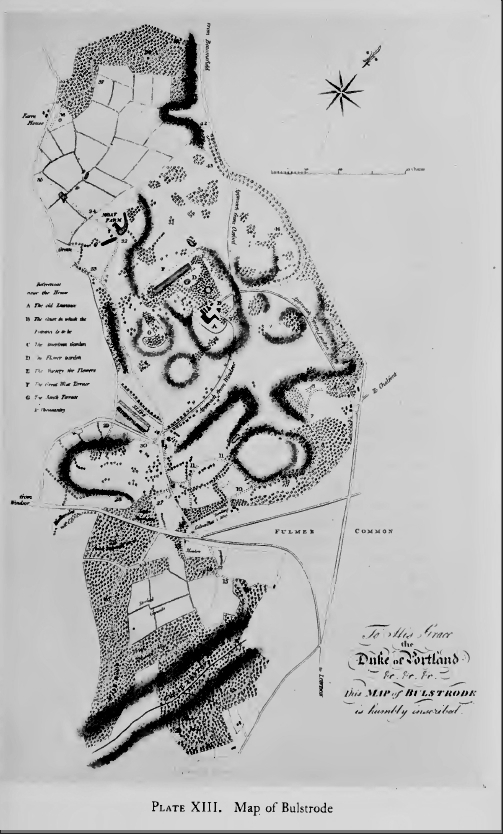
Klasický návrh zahradního architekta, z doby H. Reptona.

### Vztah metody ke sporu s Knightem a Pricem
Byl ve sporu s teoretiky zahradní architektury Knightem z Herefordshire, a Pricem ze Shropshire především ohledně principiálního vztahu malířství a zahradní architektury, protože jmenovaní zastávali názor, že zahradní architektura má ve skutečnosti kopírovat díla nejlepších výtvarných umělců z oboru krajinomalby. Jejich argumenty vyvracel a vznikly vleklé, nákladné a vášnivé spory. Jedním z dalších důkazů, že dílo zahradního architekta musí vycházet z malby, byla pro zastánce zahradní architektury, jako zhotovování trojrozměrných kopií prací výtvarných umělců, právě Reptonova technika „Před… …a po“ . Musel se tak obhajovat z nařčení, že teoreticky popírá očividně nepominutelný způsob vytváření parků a zahrad, jenž sám prakticky používá.
Tato obvinění Repton popírá s tím, že jde jen praktické pomůcky k objasnění některých úprav a vysvětlení principů působení změn:
„…Nepatrné a často zjednodušující náčrtky, které jsem vynašel jako nezbytnou pomůcku k tomu, abych objasnil své názory, jsou nejsilnějším důkazem, které však ze mne nedělají malíře krajinek, ale slouží k ukázání scén přírody v jejích různorodých barvách modré oblohy, purpurových hor, zelených stromů, atp., jenž je často nevkusné pro oko znalce malířství.“

„…Mé skici, i kdyby byly sebedokonalejší, byly by jen jakýsi celkový pohled, nebo snímek ze scény, které představují. Je v nich jen malý efekt z úsilí na základě principu kompozice v malování. Ale stejně jako stínovaný obrys, nebo silueta mohou uspokojit jako zobrazení skutečnosti, přestože mohou urazit znalce obrazů.“

## Publikační činnost
Reptonovy tři hlavní knihy pojednávající o zahradní designu jsou:Sketches and Hints on Landscape Gardening (1795), Observations on the Theory and Practice of Landscape Gardening (1803), a Fragments on the Theory and Practice of Landscape Gardening (1816). Pro tyto publikace čerpal z materiálů a technik používaných při tvorbě "Red Books".

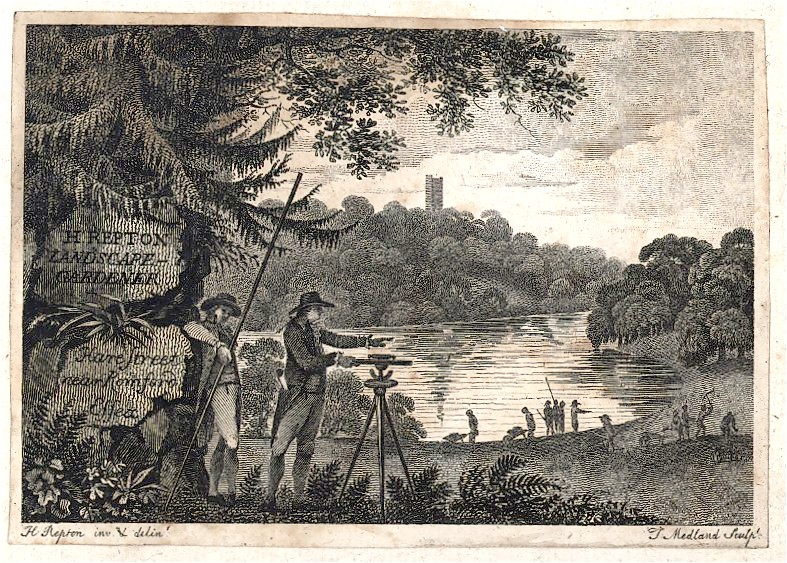
Obchodní vizitka Humphry Reptona, autor Thomas Medland

### Red books
Jeho důležité spisy jsou založeny na jeho jedinečných poznámkách, které nazývá "Red Books" (Červené knihy). Pokud byl někdy žádán o svůj názor vztahující se k zahradní architektuře, bylo jeho zvykem doplnit řešení popisem, svázaným v malé knize, která obsahovala mapy, plány, a skici k tomu, které vysvětlily a ilustrovaly práce nebo změny, které navrhoval. Tento svazek nazýval "Red Books " a každý se vztahoval k jednotlivému místu. Více než dvě sta takových knih připravil během své rozsáhlé praxe. "Red Books" nejsou pouhé podklady teorie zahradní architektury; ale představují výsledky jeho zkušeností. Nejen z jejich podstaty, ale i z jejich formy vyplývá jejich hodnota. Byly psány a ilustrovány ne pro jeho profesionální kolegy, ale pro jeho klienty. Takže mají přitažlivost pro širší čtenářskou obec. Neobsahují technické podmínky a malé, relativně nedůležité detaily. Jediné omezení v hodnotě těchto spisů je nevyhnutelná kusost a opakování informací vlivem jejich původu, zpracováním a podmínkami pro které byly připraveny k publikaci.

### The Theory and Practice of Landscape Gardening
Své knihy připravoval během svých pracovních cest. Jak Repton poznamenal v předmluvě ke své nejcennější knize, "Teorie a praxe zahradní architektury" (" The Theory and Practice of Landscape Gardening,"), celá tato práce byla napsána v kočáře během profesionálních cest z jednoho místa na jiné, kdy byl zřídka více než tři dny na jednom místě. Přál si, aby jeho knihy byly základem, podle kterého ho měly soudit příští generace, protože říkal: "Raději ať na mých psaných názorech než na částečných a nedokonalých způsobech, jakými jsou moje plány někdy realizovány, je založena má pověst." Jeho dvě nejlepší práce: "Skici a rady pro zahradní architekturu" ("Sketches and Hints on Landscape Gardening"), publikované v roce 1795, a svazek "Teorie a praxe zahradní architektury“, publikovaný v roce 1803. ("The Theory and Practice of Landscape Gardening“), představují, jak Repton věřil, jednu z nejcennějších prací v angličtině, zabývající se principy zakládání zahrad a parků.
Dále vydal i některé menší práce, včetně posmrtné sbírky editované Loudonem, který tak učinil přesto, že kritizoval jeho úpravy zahrad, a byl otevřeným zastáncem názorů „malebných“ zásad pánů Payne Knight a Uvedale Price.

## Publikovaná díla
- Hundreds of North and South Erpingham, část History of Norfolk, 1781, vol. iii. I
- Variety, a Collection of Essays [anonym od Reptona a několika přítel], 1788.
- The Bee: a Critique on Paintings at Somerset House, 1788.
- The Bee; or a Companion to the Shakespeare Gallery, 1789.
- Letter to Uvedale Price, 1794.
- Sketches and Hints on Landscape Gardening, 1794. Toto dílo obsahuje informace, s mnoha ilustracemi, různých zahrad a parků, které měl Repton vytvořil. Repton se brání v VII. kapitole a v příloze kritice pánů Knighta a Price a přetiskuje listy panu Uvedale Price. Bylo vytištěno pouze 250 kusů, ale prodej knihy vynesl více než čtyřnásobek nákladů.
- Observations on the Theory and Practice of Landscape Gardening, 1803.
- Odd Whims and Miscellanies, 1804, 2 vols. Byly určeny k Williamu Windhamovi. Některé eseje z Variety byly přetištěny v této sbírce, a ve druhém dílu je komedie 'Odd Whims', který byl hrán v Ipswich.
- An Inquiry into the Changes of Taste in Landscape Gardening, with some Observations on its Theory and Practice, 1806; také obsahuje dopisy panu Price.
- Designs for the Pavilion at Brighton, 1808. Se spoluprací jeho synů, John Adey a George Stanley Repton.
- On the Introduction of Indian Architecture and Gardening, 1808.
- Fragments on Landscape Gardening, with some Remarks on Grecian and Gothic Architecture, 1816.

Jeho nejzásadnější publikovaná díla Sketches and Hints on Landscape Gardening, a Observations on the Theory and Practice of Landscape Gardening,byla souhrnně posmrtně vydána,jako první svazek ze série klasických děl krajinářské architektury, zhotovený na návrh a ve spolupráci s Americkou společnosti krajinářských architektů pod názvem The Art of Landscape Gardening.
Repton přispěl k Transactions of the Linnean Society, xi. 27, a část "On the supposed Effect of Ivy upon Trees."

## Některé parky upravené Reptonem

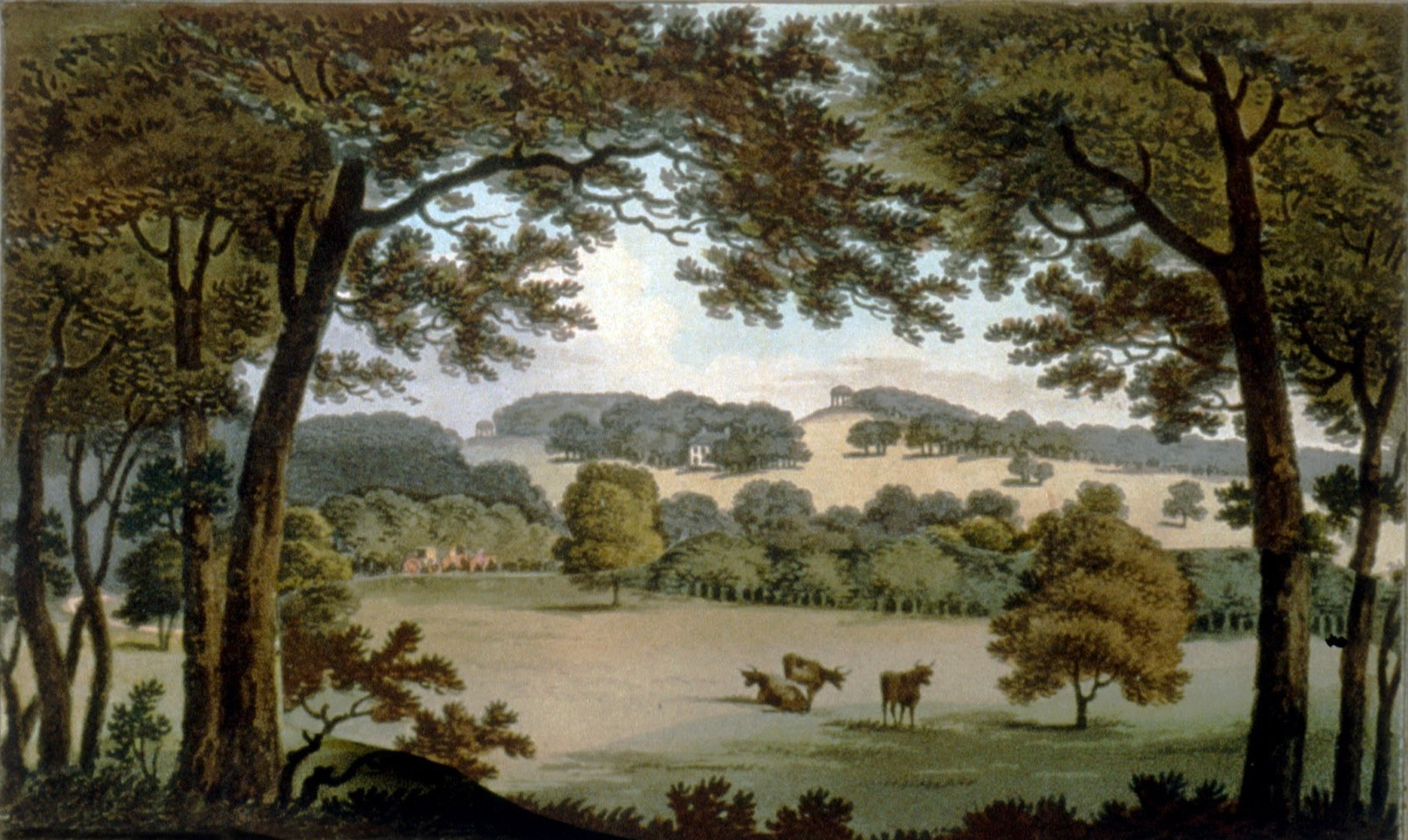
Wentworth, South Yorkshire před úpravou.

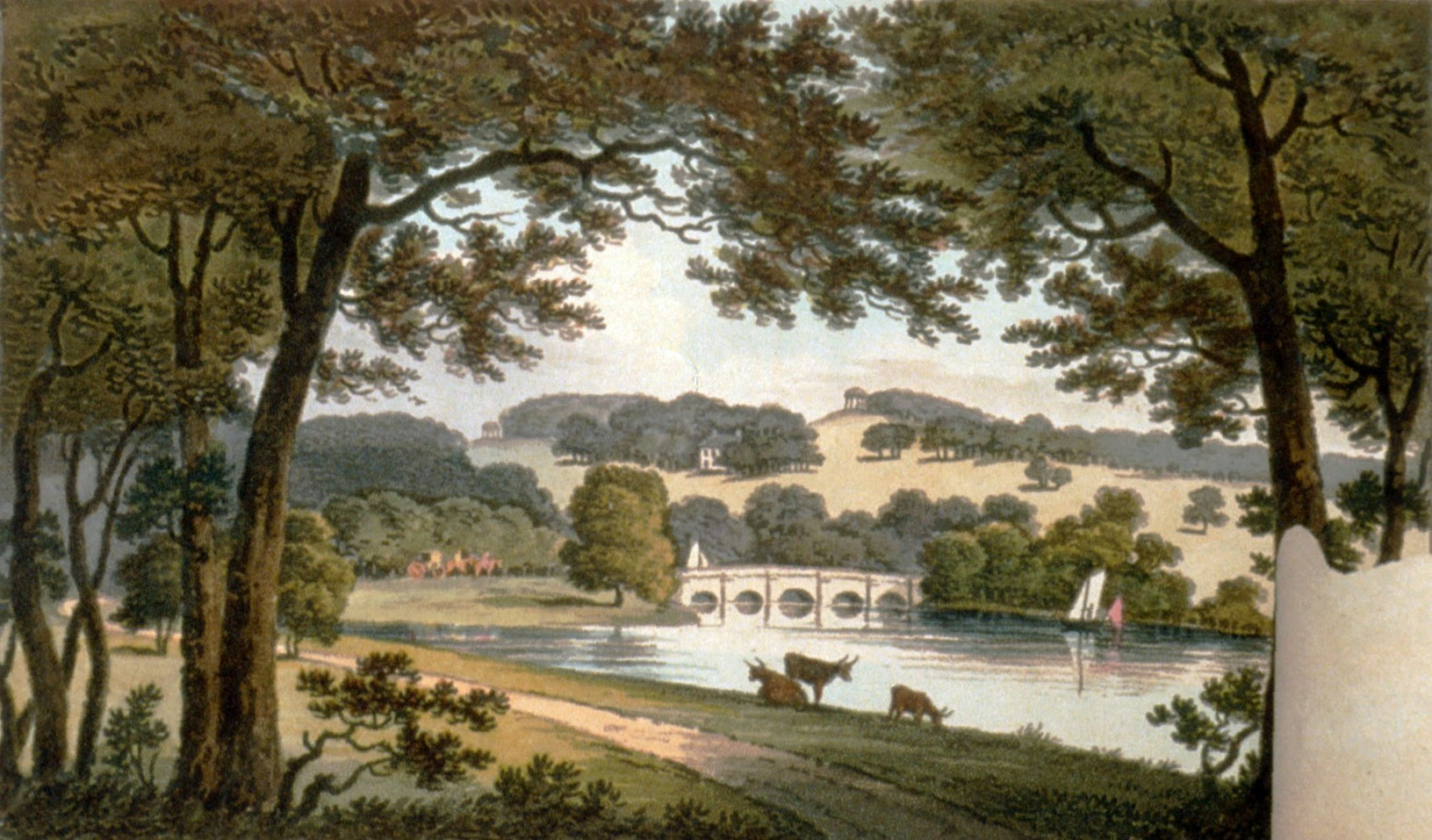
Wentworth, South Yorkshire po úpravě

- Antony House
- Ashridge Gardens
- Ashton Court
- Attingham Park
- Bayham Abbey
- Blaise Castle
- Bolwick Hall
- Broke Hall
- Burley-on-the-Hill
- Cassiobury Park
- Catton Park, Old Catton, Norwich
- Clumber Park
- Cobham Hall
- Corsham Court
- Courteenhall
- Crewe Hall
- Culford Hall, nyní Culford School
- Dagnam Park,Essex
- Dyrham Park
- Endsleigh House
- Gosfield Place[10]
- Grovelands Park
- Gunton Park
- Hanslope Park
- Harewood House
- Hatchlands Park
- Highams Park, Woodford
- Hylands House, Chelmsford
- Kenwood House
- Kensington Gardens, alterations[4]
- Leigh Court
- Longleat House
- Plas Newydd
- Pentillie
- Rode Hall
- Royal Pavilion v Brightonu
- Royal Fort, Bristol
- Rudding Park, Harrogate
- Russell Square, Bloomsbury
- Sarsden
- Shardeloes
- Sheringham Park
- Stanage Park
- Stanmer Park
- Stoke Park, Buckinghamshire
- Stoneleigh Abbey
- Stubbers, North Ockendon
- Sufton Court, Herefordshire
- Sundridge Park[11]
- Tatton Park
- Trent Park
- Uppark
- Wanstead Park
- Waresely Park
- Warren House, Loughton
- West Wycombe Park
- Wingerworth Hall
- Woburn Abbey